# Martin Schwarzschild
Martin Schwarzschild (* 31. Mai 1912 in Potsdam; † 10. April 1997 in Langhorne, Pennsylvania) war ein US-amerikanischer Astrophysiker deutscher Herkunft.

## Leben und Werk
Martin Schwarzschild wurde als Sohn des Astrophysikers Karl Schwarzschild geboren. Sein Vater starb nach dem Kriegsdienst im Mai 1916. Seine Familie zog im gleichen Jahr zurück nach Göttingen, wo sein Vater lange gewirkt hatte. Martin Schwarzschild studierte dort und in Berlin und promovierte 1935 in Göttingen bei Hans Kienle über die Pulsationstheorie von δ-Cephei-Sternen. Kurz darauf emigrierte er wegen seiner jüdischen Herkunft aus NS-Deutschland, kam nach mehreren Zwischenstationen in den Vereinigten Staaten an und wurde 1942 US-Bürger.
1947 wurde er an die Princeton University berufen, der er bis über seine Emeritierung 1979 hinaus verbunden blieb.
Hauptarbeitsgebiet Schwarzschilds war die Sternentwicklung, deren theoretische Modellierung seit den 1950er Jahren mit der Entwicklung der Computertechnik große Fortschritte machte. Beginnend mit einem ersten Modell des Aufbaus der Sonne aus dem Jahre 1946 erschloss er Aufbau und Entwicklung von Sternen in immer weiteren Bereichen des Hertzsprung-Russell-Diagramms.
Ausgehend von der Rolle der Konvektion in Sternatmosphären und Beobachtungen der Granulation der Sonnenphotosphäre wandte er sein Interesse auch höchstauflösenden Beobachtungen zu. Mit Lyman Spitzer und James Van Allen entwickelte er das Konzept eines von einem Ballon in die Stratosphäre getragenen Teleskops, das oberhalb eines Großteils der Luftunruhe im Wesentlichen nur durch Beugung begrenzte Bildqualität erlauben sollte. Mit den Projekten Stratoscope I und II verwirklichte er diese Idee im Zeitraum von 1957 bis 1971 und erzielte hoch auflösende Aufnahmen nicht nur der Sonne, sondern auch anderer Objekte wie Galaxien, deren Qualität zum Teil erst durch das Hubble-Weltraumteleskop übertroffen wurde.
Schwarzschild arbeitete seit den 1970er Jahren auch zu Fragen der Dynamik von Galaxien. Er entwickelte eine Methode zur Konstruktion in sich selbst konsistenter Modelle elliptischer Galaxien durch Überlagerung vieler Umlaufbahnen von Sternen.

## Ehrungen
- 1954 Wahl in die American Academy of Arts and Sciences
- 1956 Wahl in die National Academy of Sciences
- 1959 Aufnahme in die Deutsche Akademie der Naturforscher Leopoldina
- 1959 Karl-Schwarzschild-Medaille
- 1960 Henry Norris Russell Lectureship
- 1963 Eddington-Medaille
- 1965 Bruce Medal
- 1966 Wahl zum auswärtigen Mitglied der Königlich Niederländischen Akademie der Wissenschaften[3]
- 1969 Goldmedaille der Royal Astronomical Society
- 1970 Jules-Janssen-Preis
- 1981 Wahl zum Mitglied der American Philosophical Society[4]
- 1994 Balzan-Preis (mit Fred Hoyle)
- 1996 Wahl zum auswärtigen Mitglied der Royal Society
- 1997 National Medal of Science
- 2001 Namensgeber für den Asteroiden (4463) Marschwarzschild[5]

## Schriften (Auswahl)
- Zur Pulsationstheorie der δ Cephei-Sterne (= Veröffentlichungen der Universitäts-Sternwarte zu Göttingen, Bd. 45). Göttingen 1935.
- Die Schwankung der Farbtemperatur von α Ursae minoris (= Veröffentlichungen der Universitäts-Sternwarte zu Göttingen, Bd. 46). Göttingen 1936.
- On Stellar Rotation. In: Astrophysical Journal, Nr. 95, 1942, S. 441–453.
- On the helium content of the Sun. In: Astrophysical Journal, Nr. 104, 1946, S. 203–207.
- On Noise Arising from the Solar Granulation. In: Astrophysical Journal, Nr. 107, 1948, S. 1–5.
- Mass distribution and mass-luminosity ratio in galaxies. In: Astronomical Journal, Jg. 59 (1954), S. 273–284.
- Structure and Evolution of the Stars. Princeton University Press, Princeton 1958.
- Die Sonne als System (Reihe Vorträge der RIAS-Funk-Universität). RIAS, Berlin 1967.